# 塞莫爾 (康乃狄克州)
塞莫爾（英語：Seymour）是一個位於美國康乃狄克州新哈芬縣的城鎮。

## 地理
塞莫爾的座標為41°23′03.″N 72°05′13″W / 41.38417°N 72.08694°W，而該地的平均海拔高度為118米（即387英尺）。

## 人口
根據2010年美國人口普查的數據，塞莫爾的面積為38.80平方千米，當中陸地面積為37.70平方千米，而水域面積為1.10平方千米。當地共有人口16540人，而人口密度為每平方千米426.29人。